# Onizuka (månkrater)
Onizuka är en nedslagskrater på månens baksida. Onizuka har fått sitt namn efter den amerikanska astronauten Ellison Onizuka.